# Долений Подшумберк
Долений Подшумберк (словен. Dolenji Podšumberk) — поселення в общині Требнє, регіон Південно-Східна Словенія, Словенія.